# Werauhia bracteosa
Werauhia bracteosa là một loài thuộc chi Werauhia. Đây là loài đặc hữu của Costa Rica.